# Varvara Stepanova

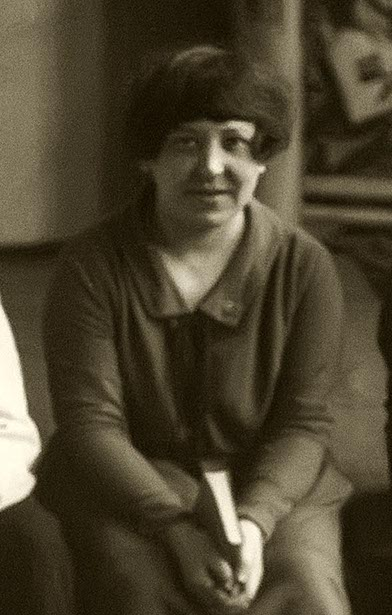
Portret Varvara Stepanova

Varvara Fjodorovna Stepanova (Russisch: Варвара Фёдоровна Степанова) (Kovno, 3 november 1894 - Moskou, 20 mei 1958) was een Russische kunstenaar, toneelontwerper, modeontwerper, dichter en graficus. Ze was een van de leidende figuren van de kunststroming het constructivisme. Stepanova was de vrouw en medewerker van de kunstenaar Aleksandr Rodchenko. Ze exposeerde ook onder het pseudoniem Varst.

## Leven en werk
Tot 1913 studeerde Stepanova aan een kunstacademie in Kazan, waar ze haar toekomstige echtgenoot, Aleksandr Rodchenko, ontmoette. Nadat ze de school zonder diploma had verlaten, verhuisde ze naar Moskou en zette haar schilderpraktijk voort in het atelier van Konstantin Yuon. In 1919 maakte ze een reeks collages voor het boek Gly-Gly van de futuristische dichter Aleksej Kroetsjonych's.
In 1921 organiseerde ze samen met Liubov Popova, Aleksandr Rodchenko, Aleksandr Vesnin en Aleksandra Ekster de baanbrekende constructivistische tentoonstelling 5 × 5 = 25, waarbij elke kunstenaar vijf werken presenteerde.
Stepanova was tevens een begaafd theoreticus en pedagoog. Van 1920 tot 1923 was ze verbonden aan het INKhUK (Instituut voor Artistieke Cultuur) onder leiding van Wassily Kandinsky, en van 1924 tot 1925 leidde ze de textielafdeling van het VKhUTEMAS (Hogere Kunst- en Technische Studio's). Gedurende deze tijd werkte ze samen met een textielfabriek, waar ze innovatieve patronen ontwierp voor de industriële textielproductie.
Een van Stepanova's meest gevierde bijdragen aan het constructivistische theater was haar kostuum- en toneelontwerp voor Vsevolod Meyerhold’s productie van het toneelstuk De dood van Tarelkin, dat in 1922 werd opgevoerd. Ze creëerde een uniforme esthetiek van geometrische kostuums en experimenteel meubilair dat met de acteurs samenwerkte en in elkaar zette om 'trucs' op het podium uit te voeren. Op het gebied van grafisch ontwerp ontwierp ze omslagen en lay-outs voor invloedrijke tijdschriften zoals Sovremennaia Arkhitektura (Hedendaagse Architectuur) 5 en LEF.
Stepanova stierf in Moskou, twee jaar na de dood van haar echtgenoot.